# Il tempo e l'armonia
Il tempo e l'armonia è un album dal vivo di Fiorella Mannoia, pubblicato il 14 settembre 2010 dalla Oyà/Sony Music.

## Il disco
Il tempo e l'armonia è un album live disponibile dal 14 settembre e in preordine su iTunes dal 7 settembre 2010. L'album è stato registrato al Teatro Filarmonico (Verona) di Verona il 24 e il 25 maggio 2010; in entrambe le date si è registrato tutto esaurito. Fiorella, durante il concerto, è stata accompagnata da Noemi.
Il disco ha debuttato alla posizione numero 3 della classifica ufficiale FIMI.

## Versioni
Il tempo e l'armonia è disponibile in due versioni:
- Il tempo e l'armonia (CD + DVD): il CD contiene 15 brani selezionati dal concerto, il DVD contiene tutto il concerto più il backstage
- Il tempo e l'armonia (Deluxe Edition) (doppio CD + DVD): versione integrale del concerto in entrambi i supporti (CD e DVD), il DVD contiene anche il backstage; nella deluxe edition c'è allegato un album fotografico[5]

## La presentazione
Il 12 settembre 2010, presso l'Arena di Verona, Fiorella Mannoia, in occasione della sua trentennale carriera, presenta Il tempo e l'armonia, in un concerto gratuito. Ad affiancarla sul palco, oltre a Noemi (presente anche nel relativo lavoro discografico), Cesare Cremonini e i Negrita.
Il concerto celebra anche la "Festa del Volontariato 2010" organizzata dal CVS (Centro Servizio per il Volontariato di Verona), ringraziando quindi tutti i volontari.
L'affluenza al concerto è stata più di 14.000 persone. Il concerto viene trasmesso su Radio 1 il 17 settembre 2010.

## Tracce

### Edizione standard

#### CD
1. Se veramente Dio esisti (inedito) – 3:52 (Peppe Servillo e Fausto Mesolella) – (studio version)
2. Le tue parole fanno male – 3:57 (Cesare Cremonini)
3. Cercami – 5:26 (testo: Renato Zero e Gianluca Podio – musica: Renato Zero)
4. Ho imparato a sognare – 4:17 (Paolo Bruni)
5. Una giornata uggiosa – 4:44 (Mogol e Lucio Battisti)
6. Clandestino – 3:42 (Manu Chao)
7. Estate – 3:32 (Giuliano Sangiorgi)
8. Come si cambia – 4:16 (testo: Maurizio Piccoli – musica: Renato Pareti)
9. L'amore si odia (feat. Noemi) – 3:45 (testo: Diego Calvetti e Marco Ciappelli – musica: Diego Calvetti)
10. Sempre e per sempre – 3:52 (Francesco De Gregori)
11. Oh che sarà (Oh que sera) – 3:52 (testo: Ivano Fossati – musica: Chico Buarque)
12. I treni a vapore – 5:45 (Ivano Fossati)
13. Pescatore – 7:11 (testo: Marco Negri – musica: Marco Negri)
14. Quello che le donne non dicono – 4:30 (Enrico Ruggeri e Luigi Schiavone)
15. Il cielo d'Irlanda – 8:06 (Massimo Bubola)

#### DVD
Contenuti
- concerto integrale
- backstage

### Edizione deluxe

#### CD 1
1. Se veramente Dio esisti (inedito) – 3:52 (Peppe Servillo e Fausto Mesolella) – (studio version)
2. Le tue parole fanno male – 3:57 (Cesare Cremonini)
3. Cercami – 5:26 (testo: Renato Zero e Gianluca Podio – musica: Renato Zero)
4. Ho imparato a sognare – 4:17 (Paolo Bruni)
5. Sally – 6:04 (testo: Vasco Rossi e Tullio Ferro – musica: Vasco Rossi)
6. Lunaspina – 4:22 (Ivano Fossati)
7. I dubbi dell'amore – 5:41 (Enrico Ruggeri e Luigi Schiavone)
8. Una giornata uggiosa – 4:44 (Mogol e Lucio Battisti)
9. Clandestino – 3:42 (Manu Chao)
10. Sorvolando Eilat – 6:26 (testo: Mogol – musica: Piero Fabrizi)

#### CD 2
1. Estate – 3:32 (Giuliano Sangiorgi)
2. Come si cambia – 4:16 (testo: Maurizio Piccoli – musica: Renato Pareti)
3. La paura non esiste – 4:42 (testo: Tiziano Ferro e Laura Pausini – musica: Tiziano Ferro)
4. L'amore si odia (feat. Noemi) – 3:45 (testo: Diego Calvetti e Marco Ciappelli – musica: Diego Calvetti)
5. Sempre e per sempre – 3:52 (Francesco De Gregori)
6. Apri la bocca (e fai fuoco) – 3:50 (testo: Luca Gemma – musica: Pacifico)
7. Oh che sarà (Oh que sera) – 5:29 (testo: Ivano Fossati – musica: Chico Buarque)
8. I treni a vapore – 5:45 (Ivano Fossati)
9. Pescatore – 7:11 (testo: Marco Negri – musica: Marco Negri)
10. Via con me – 4:52 (Paolo Conte)
11. Quello che le donne non dicono – 4:30 (Enrico Ruggeri e Luigi Schiavone)
12. Il cielo d'Irlanda – 8:06 (Massimo Bubola)

#### DVD
Contenuti
- concerto integrale
- backstage

## Il tempo e l'armonia tour
Il tempo e l'armonia tour ha inizio con la presentazione del 12 settembre 2010 all'Arena di Verona e termina il 20 settembre 2010 a Castelforte (LT). Fiorella Mannoia è stata accompagnata in alcune tappe del tour da Noemi.

### Musicisti
I musicisti che hanno collaborato con Fiorella Mannoia durante il tour acustico sono:
- Carlo Di Francesco (arrangiamenti e percussioni)
- Nicola Costa (arrangiamenti e chitarre)
- Fabio Valdemarin (pianoforte, tastiere e chitarra)
- Paolo Costa (basso)
- Lele Melotti (batteria)
- Fabrizio De Melis (primo violino)
- Andrea Cortesi (secondo violino)
- Lorenzo Sbaraglia (viola)
- Giuseppe Tortora (violoncello e coordinamento quartetto)
- Marcello Sirignano (arrangiamento archi)

### Scaletta
1. Se veramente Dio esisti
2. L'amore si odia
3. Caffè nero bollente
4. Come si cambia
5. Quello che le donne non dicono
6. Il cielo d'Irlanda
7. Le tue parole fanno male
8. Ho imparato a sognare
9. Cercami
10. Lunaspina
11. La paura non esiste
12. I dubbi dell'amore
13. Estate
14. Una giornata uggiosa
15. E penso a te
16. Mimosa
17. La pioggia che va
18. C'è tempo
19. Clandestino
20. Sorvolando Eilat
21. Sempre per sempre
22. Apri la bocca e fai fuoco
23. Oh che sarà
24. I treni a vapore
25. Pescatore
26. Via con me

### Date e tappe
| Anno | Mese      | Giorno | Tappa                                      |
| ---- | --------- | ------ | ------------------------------------------ |
| 2010 | settembre | 12     | Verona - Arena di Verona*                  |
| 2010 | settembre | 15     | Ostia antica (RM) - Teatro romano*         |
| 2010 | settembre | 18     | Molfetta (BA) - Anfiteatro di Ponente      |
| 2010 | settembre | 19     | Taranto - PalaMazzola                      |
| 2010 | settembre | 20     | Castelforte (LT) - Piazza Giovanni Falcone |

* Date de Il tempo e l'armonia tour a cui partecipa anche Noemi.

## Classifica italiana
| Classifica | Posizione più alta |
| ---------- | ------------------ |
| FIMI       | 3                  |